# تاسولو
تاسولو (به ایتالیایی: Tassullo) یک منطقهٔ مسکونی در ایتالیا است که در ترنتینو واقع شده‌است. تاسولو ۱۳٫۵ کیلومتر مربع مساحت و T نفر جمعیت دارد و ۵۴۶ متر بالاتر از سطح دریا واقع شده‌است.